# Frika
Frika (t'minska ali tolminska frika) je tradicionalna jed, ki značilna za  zgornje Posočje, izvira pa iz sosednje Furlanije – Julijske krajine.  Posebnosti jedi je, da se jo pripravlja na več različnih načinov oziroma z različnimi kombinacijami sestavin. Glavne sestavine so staran sir (najpogosteje Tolminc), krompir, jajca, svinjska mast, dodamo lahko tudi koščke mesa, kot sta panceta in pršut. Vsaka vas pozna svoj poseben recept. Frika se je sama, kot glavna jed, ali s prilogo, ki je navadno polenta.

## Zgodovina
Frika je v slovenske kraje prišla iz sosednje Furlanije, ki je domovina tovrstne jedi. Tam jedi pravijo frico (friko), ime je torej prevzeto iz furlanščine. Priprava  frica se nekoliko razlikuje od priprave današnje: več kot eno leto star sir montaž so naribali in razpustili v vroči ponvi in previdno popekli na obeh straneh, nato pa ga z vilicami položili na steklenico, da je dobil valjasto obliko. Jed so zaužili, ko se je sir ohladil in postal krhek. Najstarejši recept je ohranjen iz leta 1450, jed s krompirjem in sirom pa je omenjena tudi v Vodnikovih Kuharskih bukvah iz leta 1799. V preteklosti so frike pripravljali glede na to, za kateri del dneva se je šlo – frika za zajtrk se je razlikovala od te za kosilo ali za večerjo. Frika je bila tako le ocvrti sir v Breginjskem kotu, v Kobaridu so ji dodali močno slano skuto, v Drežnici pa naj bi zmesi primešali še rman in koprive, na Livškem so jajca in sir dodali ocvirkom ali že prej prepraženi čebuli. Friko so na Bovškem pripravljali iz polente, zaseke, ocvirkov in ovčjega sira. Jedi so dodajali tudi klobase, salamo, slanino, jabolka, zelišča in tudi por.

## Posebnosti
Frika je skozi zgodovino dobivala vedno več sestavin in različnih kombinacij. Danes poznamo tolminsko ali t'minsko friko, ki se jo pripravi iz krompirja in sira, navadno tolminca, frika iz sira in jajc (vas Volarje) in kombinacijo vseh treh sestavin (vas Poljubinj in vasi na Kobariškem).

## Priprava

### Priprava tolminske (t'minske) frike
Za pripravo tolminske (t'minske) frike potrebujemo krompir, staran sir Tolminc, nekaj maščobe (svinjsko mast ali olje) in veliko ponev. Krompir narežemo na lističe, ga damo v vročo ponev. Krompir med pečenjem mešamo, da se enakomerno zapeče. Sir lahko narežemo na kocke ali naribamo. Ko je krompir enakomerno pečen (nekje med pečenim krompirjem in pomfrijem), v ponev dodamo sir. Ko se sir stopi in se na dnu ustvari skorjica, ponev pokrijemo s ponvo ter friko previdno obrnemo. Pečemo še na drugi strani. Popolno pripravljeno friko postrežemo na velikem krožniku (pogosto se jo ponudi kar na leseni deski) in jo razrežemo na osem enakih delov.

### Priprava frike z jajci
Priprava je podobna tolminski (t'minski friki), le da na zapečen krompir vlijemo zmes žvrkljanih jajc s sirom. Ko jajca zakrknjeno, friko obrnemo, rahlo zapečemo še na drugi strani in nato postrežemo.

## Praznik frike
Za prepoznavnost frike in širjenje tradicije skrbi Turistično društvo Tolmin, saj vsako leto v starem centru Tolmina prireja praznik frike. Praznik frike se odvija na Trgu 1. maja, kjer se različna društva zberejo in kjer vsaka stojnica peče svojo verzijo frike, ki je značilna za tisti del Posočja.